# カネストラート
カネストラート（イタリア語: canestrato）、カネストラート・プリエーゼ（イタリア語: canestrato Pugliese）はイタリア・プーリア州のハードチーズ、羊乳から作られるチーズの1種。

## 概要
名称は「プーリア州の籠」の意である。その名の通りに、外観が籠の網目模様となっているのが特徴。この模様は、チーズを熟成させる際に籠に入れているためにつく跡である。
プーリア州では「カネストロ」と呼ばれる葦で編まれた籠が民芸品として知られている。チーズの水分を飛ばしやすくするために、この籠のカネストロに入れて熟成させていた。現在はカネストロの素材は、葦からプラスチックに替わっているが、籠に由来する網目模様はカネストラートの象徴として受け継がれている。
直径14センチメートルから34センチメートル、重量7キログラムから14キログラムと大きなチーズであるため、販売時には切り分けられていることが一般的であり、切り分けると網目は目立たなくなってしまう。

## 特徴
一般的に牛乳から作るチーズよりも羊乳から作るチーズのほうが、味が濃く独特の風味があり、カネストラートも同様であるが、籠で熟成することで、しっかりと水分が抜けミルクの成分が凝縮している。
カネストラートの熟成期間は最低でも90日間で、熟成が若いものはミルクの旨みは凝縮されているがクセはあまりない。さらに10か月以上熟成させたものは、ピリッとした辛みを感じる酸味や独特のクセが出てくる。同じカネストラートであっても熟成期間によってかなり風味が変わってくる。

## 利用方法
熟成期間が若いカネストラートはクセがあまりないので、薄くスライスしてそのまま食べる。赤ワイン、白ワインのどちらとも相性が良いため、肴としても食される。
熟成期間が進んだものは、クセも出てくるため、そのまま食べる以外にも、すりおろして料理に加えて使用される。

## DOP認定
フォッジャ県近郊で生産されているものは「カネストラート・プリエーゼ」と呼ばれ、DOP認定されている。